# Gargara desmodiuma
Gargara desmodiuma är en insektsart som beskrevs av Kato 1937. Gargara desmodiuma ingår i släktet Gargara och familjen hornstritar. Inga underarter finns listade i Catalogue of Life.